# Yoo Tae-o
Yoo Tae-o (hangul: 유태오; 11 de abril de 1981 en Colonia, Alemania) también conocido como Teo Yoo, es un actor surcoreano.

## Biografía
Nació en abril de 1981 en Colonia, de padres surcoreanos residentes en Alemania. Tiene una hermana.
Fue un apasionado jugador de baloncesto en su juventud, pero se retiró después de una lesión y se centró en la actuación. 
Asistió al Instituto de Teatro y Cine Lee Strasberg en Nueva York. Y habla con fluidez inglés, alemán y coreano.
En 2007 se casó con la artista visual surcoreana Nikki S. Lee (Nikki Seung-hee Lee).
En octubre de 2021 se anunció que había dado positivo para COVID-19, después de regresar de los Estados Unidos, por lo que se encontraba recibiendo la atención y cuidados necesarios. A finales del mismo mes, se anunció que el actor ya había sido dado de alta del hospital, después de recuperarse.

## Carrera
Es miembro de la agencia C-JeS Entertainment (씨제스엔터테인먼트).
Ha participado en producciones de diferentes países. Al inicio de su carrera, obtuvo varios papeles secundarios en películas surcoreanas como en One on One (2014) de Kim Ki-duk. 
En 2015 interpretó uno de los personajes principales en la producción estadounidense Seoul Searching del director coreano-estadounidense Benson Lee. La película trata sobre jóvenes coreanos que crecieron en el extranjero y quieren conocer su herencia coreana. Yoo interpreta a Klaus Kim de Hamburgo. También protagonizó la película de ciencia ficción Equals, la vietnamita Bitcoin Heist (2016) y la tailandesa Ruk Kong Rao (2017). 
En 2018, interpretó el papel principal del músico de rock soviético Viktor Zoi, hijo de un coreano y una rusa, en la película del director Kirill Serebrennikows, Leto, que lo llevó a la competencia en el Festival de Cine de Cannes. Yoo no habla ruso y memorizó sus líneas para el papel. 
Ha dicho que se ve a sí mismo como coreano y que siempre ha querido estar en películas de Corea del Sur, pero su coreano no fue fluido durante mucho tiempo. En 2019 desempeñó el papel principal en la película Vertigo junto a Chun Woo-hee.
En julio de 2021 se anunció que se había unido al elenco principal de la película Past Lives.
En noviembre del mismo año se anunció que se había unido al elenco principal de la serie Love to Hate You, donde dará vida a Nam Kang-ho, un hombre que odia patológicamente a las mujeres, así como un actor de primer nivel que dominó la industria del entretenimiento con su inteligencia y personalidad amable.

## Filmografía

### Series de televisión
| Año         | Título                                                             | Personaje             | Notas          |
| ----------- | ------------------------------------------------------------------ | --------------------- | -------------- |
| 2022        | Love to Hate You                                                   | Nam Kang-ho           | [ 13 ]         |
| 2021        | Dr. Brain (Alpha Romeo)                                            | -                     |                |
| 2021        | Drama Stage - "Human For Hire" (Agency Man)                        | -                     | [ 14 ]         |
| 2020        | Money Game                                                         | Eugene Han            |                |
| 2019 - 2020 | Chocolate                                                          | Kwon Min-sung         | (ep. #1-3, 16) |
| 2019        | Vagabond                                                           | Jerome / Park Su-chan | [ 15 ] [ 16 ]  |
| 2019        | Arthdal Chronicles Part 3: The Prelude To All Legends              | Ragaz                 |                |
| 2019        | Arthdal Chronicles Part 2: The Sky Turning Inside Out, Rising Land | Ragaz                 |                |
| 2019        | Arthdal Chronicles Part 1: The Children of Prophecy                | Ragaz                 | [ 17 ] [ 18 ]  |
| 2016        | The Cravings Season 2                                              | Yoo Tae-oh            |                |

### Cine
| Año  | Título                                         | Personaje                          | Notas                                                                  |
| ---- | ---------------------------------------------- | ---------------------------------- | ---------------------------------------------------------------------- |
| 2022 | Past Lives                                     | Hae Sung                           | junto a Greta Lee y John Magaro                                        |
| 2020 | Pawn                                           | Yoo Deok-hwa                       | junto a Sung Dong-il, Kim Hee-won, Park So-yi, Ha Ji-won y Kim Jae-hwa |
| 2020 | Dirty Money                                    | -                                  |                                                                        |
| 2020 | New Year Blues (New Year's Eve)                | Rae-hwan                           | [ 19 ]                                                                 |
| 2019 | Collateral (담보 Dambo)                        | -                                  |                                                                        |
| 2019 | Black Money                                    | Steve Jung                         |                                                                        |
| 2019 | Vertigo (버티고)                               | Lee Jin-soo                        |                                                                        |
| 2018 | Leto                                           | -                                  | [ 20 ] [ 21 ] [ 22 ] [ 4 ]                                             |
| 2017 | The Moment (Ruk Kong Rao)                      | Mr. Kim                            |                                                                        |
| 2016 | Bitcoin Heist                                  | -                                  |                                                                        |
| 2015 | Equals                                         | -                                  |                                                                        |
| 2015 | Seoul Searching                                | Klaus Kim                          |                                                                        |
| 2015 | You Call It Passion (열정 같은 소리 하고 있네) | Jay                                |                                                                        |
| 2014 | One on One (일대일)                            | "Shadow"                           |                                                                        |
| 2012 | Codename Jackal (자칼이 온다)                  | "Mustache"                         |                                                                        |
| 2012 | Love Fiction (러브픽션)                        | Secretario de la Editorial Alemana |                                                                        |
| 2009 | The Actresses (여배우들)                       | Emile                              |                                                                        |
| 2006 | Day Night, Day Night (日日夜夜)                | Conductor                          |                                                                        |

### Programas de variedades
| Año             | Título                   | Notas                          |
| --------------- | ------------------------ | ------------------------------ |
| 2021 - presente | Breakfast Reality Series | miembro                        |
| 2020            | Running Man              | invitado                       |
| 2017            | Buzzer Beater            | miembro - guardia del equipo K |

## Premios y nominaciones
| Año  | Categoría      | Premio                      | Trabajo | Resultado |
| ---- | -------------- | --------------------------- | ------- | --------- |
| 2020 | Best New Actor | 41st Blue Dragon Film Award | Vertigo | Ganó      |